# Gladiolus papilio
Gladiolus papilio är en irisväxtart som beskrevs av Joseph Dalton Hooker. Gladiolus papilio ingår i släktet sabelliljor, och familjen irisväxter. Inga underarter finns listade i Catalogue of Life.

## Bildgalleri

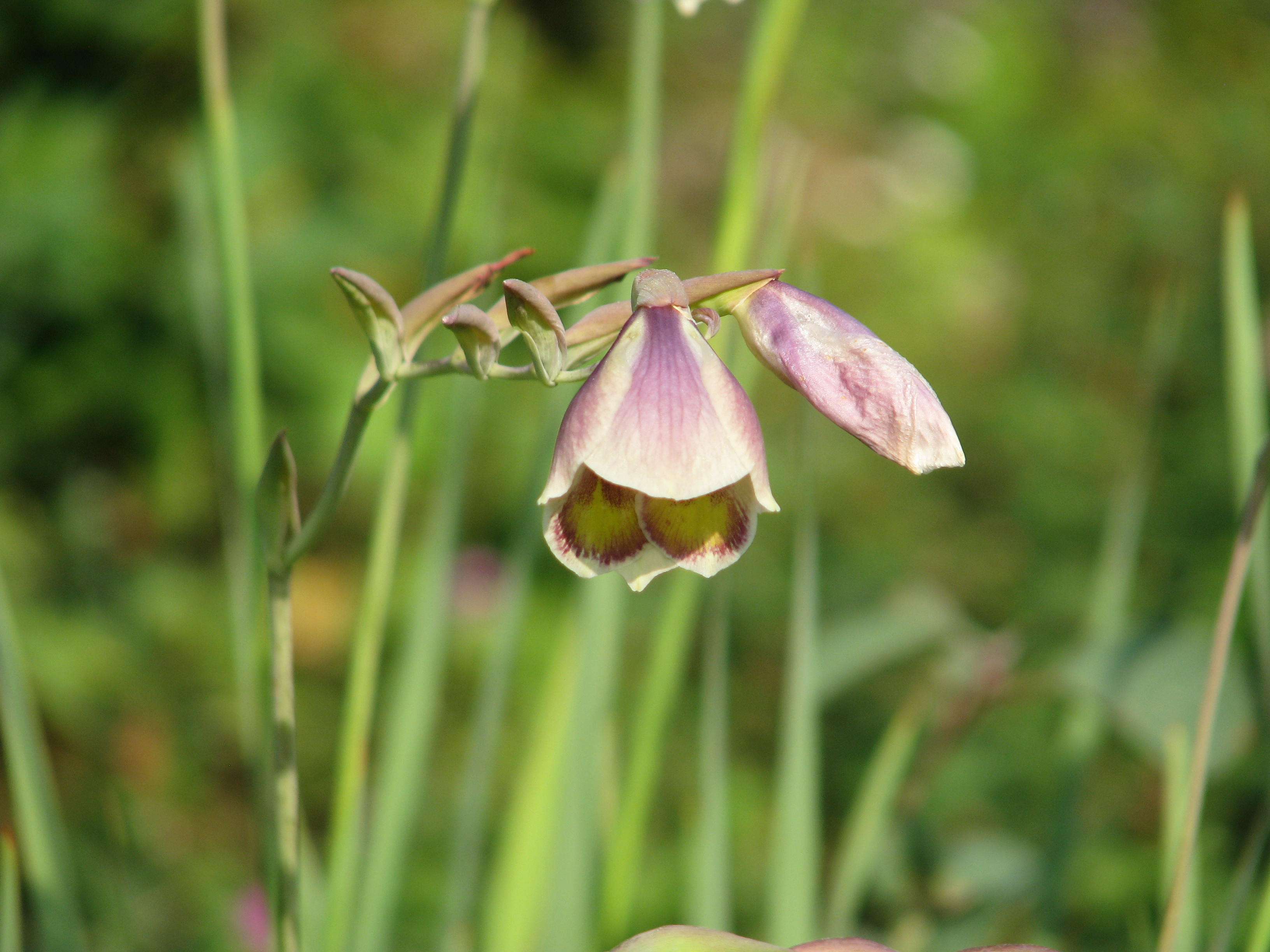
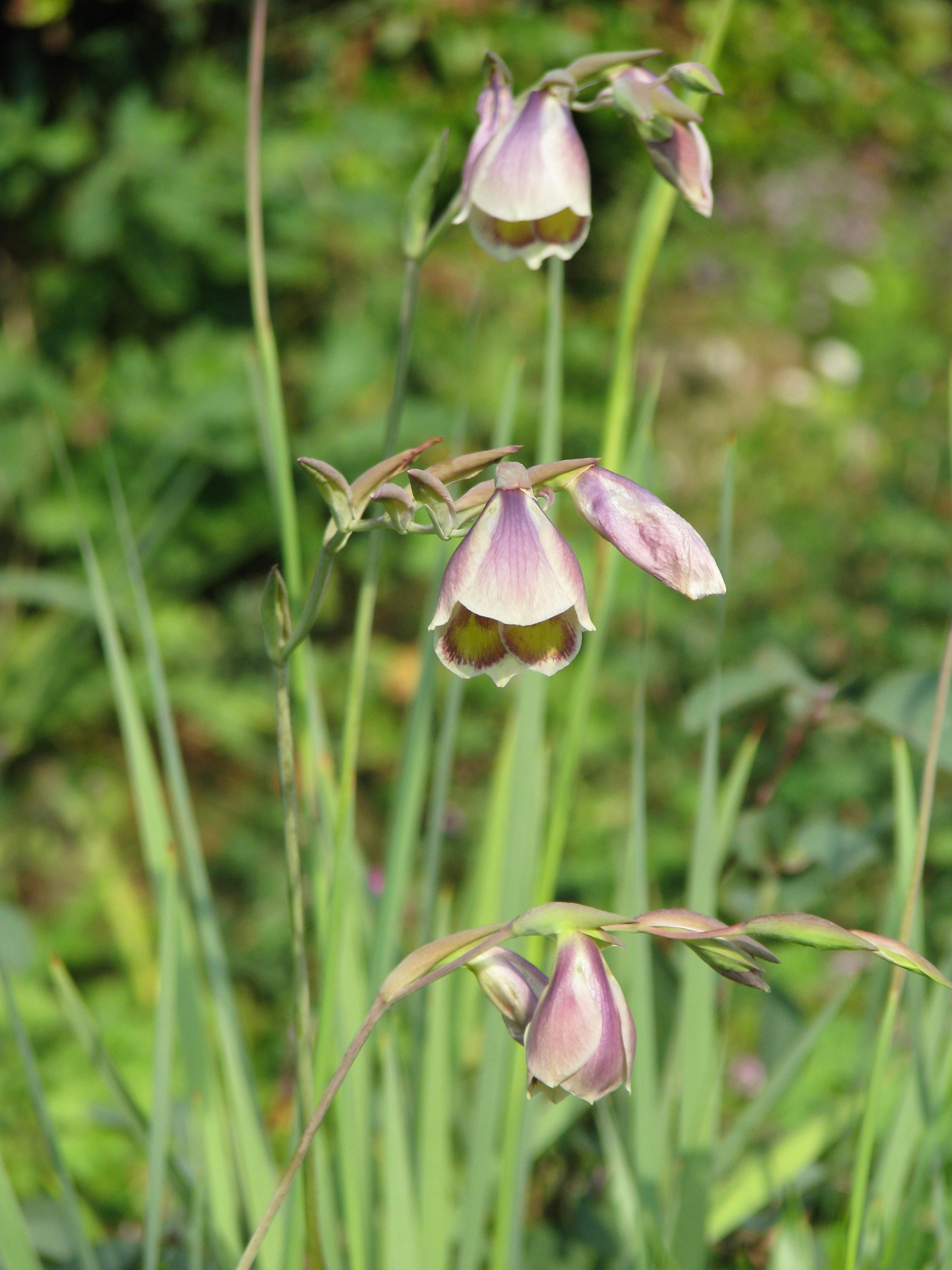
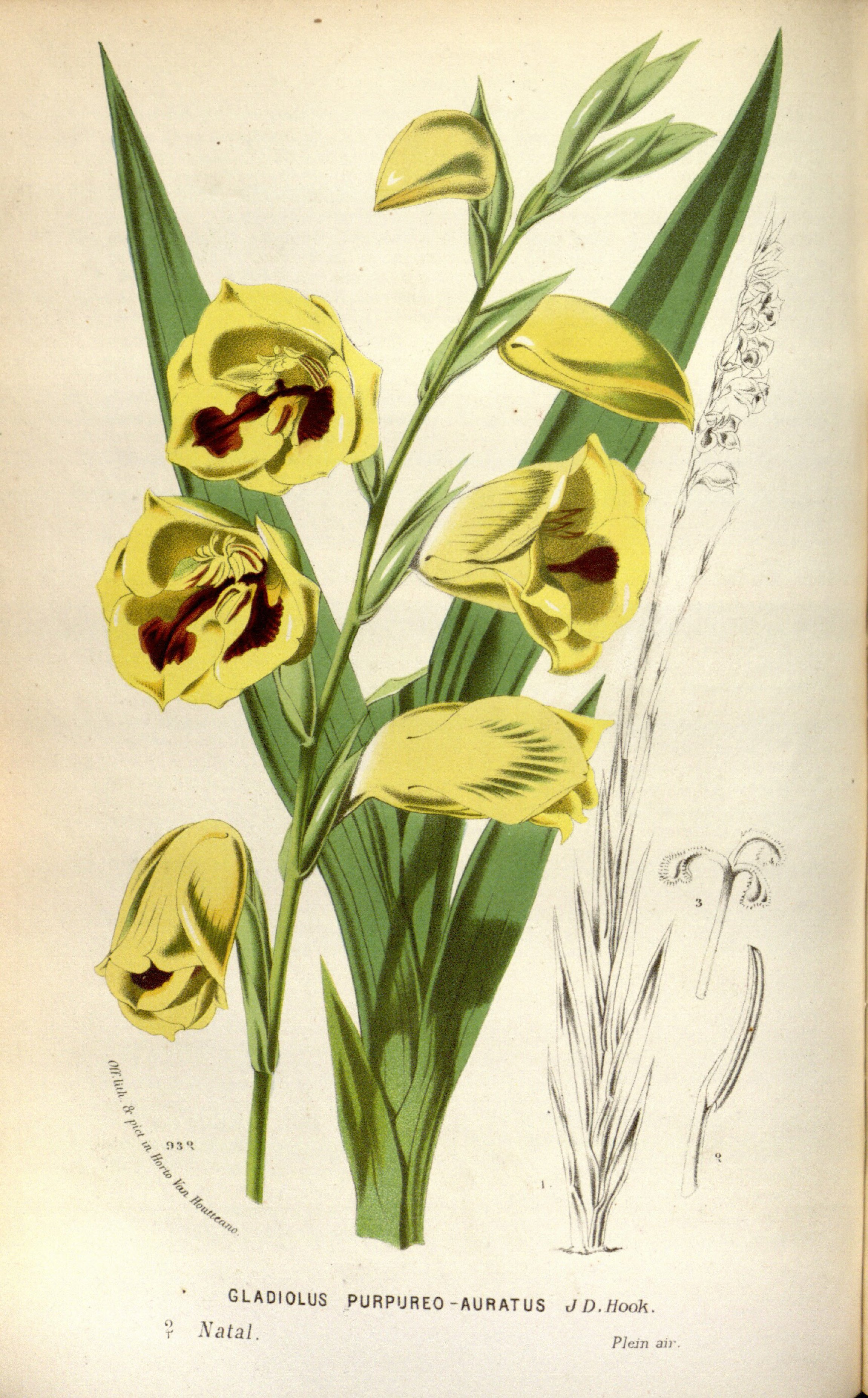